# グランプリ・シクリスト・ド・ケベック
グランプリ・シクリスト・ド・ケベック（Grand Prix Cycliste de Québec）は、カナダ、ケベック・シティで行われる、自転車競技・ロードレースのワンデイレース。UCIワールドツアー対象レースである。

## 概要
2010年9月10日、12.6kmの周回コースを15周するレースとして第1回が開催された。レースが行われるケベック・シティの周回コースは、通例開催2日後に行われるグランプリ・シクリスト・ド・モンレアルの周回コースと一周の距離は同じだが、比較的にアップダウンの少ない設定となっている。第2回以降はグランプリ・シクリスト・ド・モンレアルとともにブエルタ・ア・エスパーニャの開催期間中に行われており、直後に開催される世界選手権の前哨戦となっている。

## 歴代優勝者
| 年   | 選手名                                   | 国籍                                     |
| ---- | ---------------------------------------- | ---------------------------------------- |
| 2010 | トマ・ヴォクレール                       | フランス                                 |
| 2011 | フィリップ・ジルベール                   | ベルギー                                 |
| 2012 | サイモン・ジェラン                       | オーストラリア                           |
| 2013 | ロベルト・ヘーシンク                     | オランダ                                 |
| 2014 | サイモン・ジェラン                       | オーストラリア                           |
| 2015 | リゴベルト・ウラン                       | コロンビア                               |
| 2016 | ペーター・サガン                         | スロバキア                               |
| 2017 | ペーター・サガン                         | スロバキア                               |
| 2018 | マイケル・マシューズ                     | オーストラリア                           |
| 2019 | マイケル・マシューズ                     | オーストラリア                           |
| 2020 | 新型コロナウイルス流行の影響により未開催 | 新型コロナウイルス流行の影響により未開催 |
| 2021 | 新型コロナウイルス流行の影響により未開催 | 新型コロナウイルス流行の影響により未開催 |
| 2022 | ブノワ・コスヌフロワ                     | フランス                                 |
| 2023 | アルノー・ドゥリー                       | ベルギー                                 |
| 2024 | マイケル・マシューズ                     | オーストラリア                           |